# 橙屋

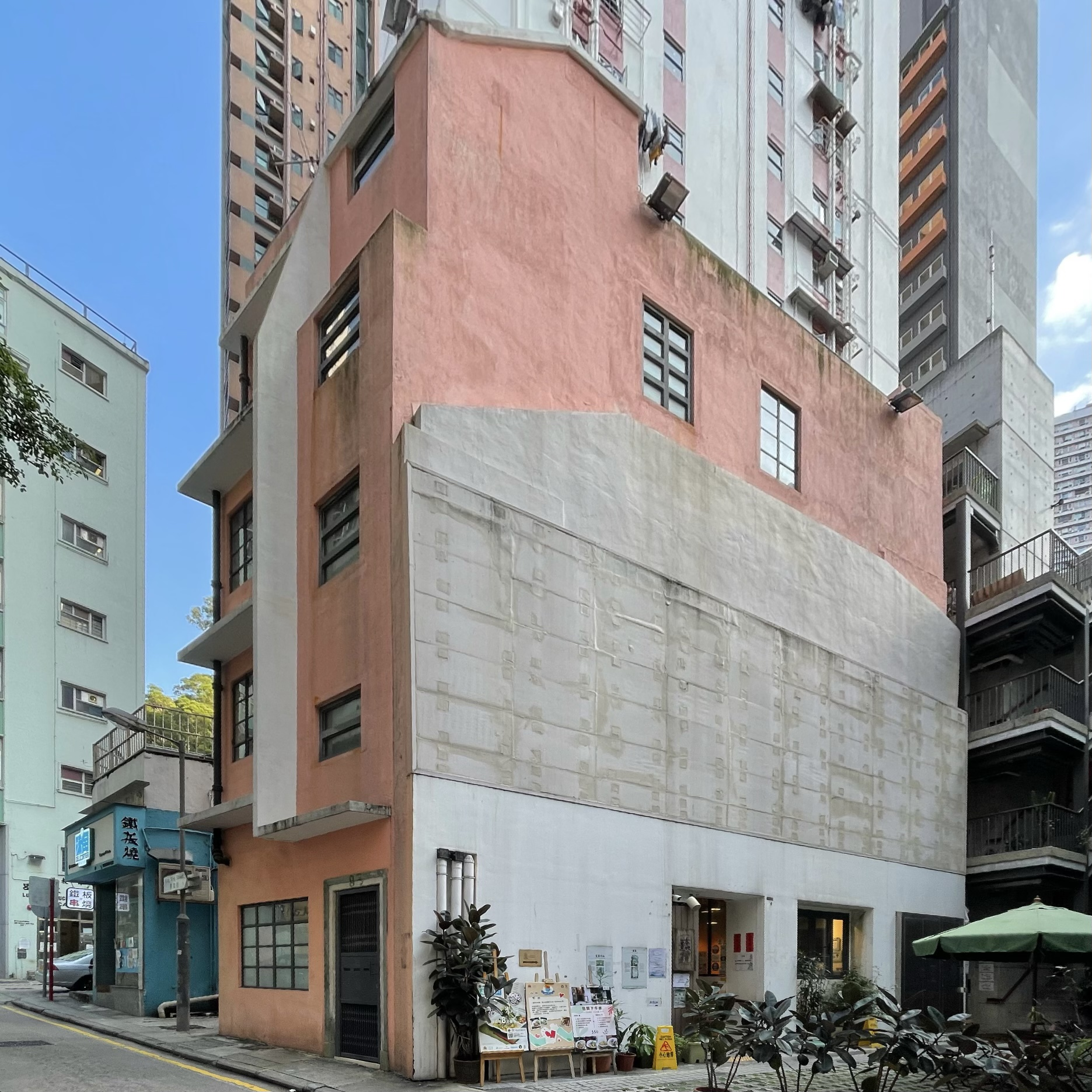
橙屋

橙屋是香港一座唐樓，位於香港島灣仔景星街8號單數門牌，為一座擁有悠久歷史的建築。

## 歷史
橙屋建於1958年（67年樓齡），樓高4層。橙屋本來沒有名稱，因後來政府在收回橙屋後，以淺橙色的油漆美化外牆，橙屋因而得名。
因橙屋的歷史不足50年，因此古物古蹟辦事處一直未有將其評級，政府於2006年更一度打算拆卸。但於2007年，橙屋被納入「藍屋建築群」的一部份，將會一併發展。
地政總署於2009年4月30日宣佈根據《收回土地條例》，收回石水渠街、慶雲街及景星街的私人土地業權，以便市區重建局聯同香港房屋協會及政府進行市區更新計劃。

## 相關
- 石水渠街藍屋
- 慶雲街黃屋
- 茂蘿街綠屋

## 延伸閱讀
- 請用美學來說服我 ：「藍屋」為什麼是藍色？，香港獨立媒體